# Botka Imre (gépészmérnök)
Botka Imre  (Bácsföldvár, 1906. október 1. – Budapest, 1974. július 1.) magyar gépészmérnök, konstruktőr, „a régóta ismert magyar fogaskerék-király”, a műszaki tudományok kandidátusa (postumus).

## Élete
A bácsföldvári gazdálkodó nagy családja kemény munkával biztosított, a kor színvonalán jónak számító körülmények közt élt. Világlátása, felfogása hagyományosan demokrata – érdekes módon utóbb kiderült, egy ősük nemességet kapott, de ez köztük sose került szóba. A legidősebb fiú már kis korában vezetett traktort, „bütykölte” a gazdaság gépeit, még egy Ford-T–vel is megismerkedett. Életcéljává vált, hogy mérnök legyen, az impériumváltozás nyomán pontosítva „magyar mérnök”. Ezért 1923-ban, lakatos szakmunkásként átjött a zöld határon. A felső ipariskola elvégzése (1926) és reálgimnáziumi érettségi (1927) után „SHS” állampolgárként nem mehetett közvetlenül a Műegyetemre, ezért fél évig Bécsben, - ahol a politika engedékenyebb volt - filozófiát hallgatott. Az „előélet” ilyetén átírása után már megnyílt előtte a hazai pálya. 1932-ben kitűnő minősítésű gépészmérnöki oklevelet szerzett a Műegyetemen. Ha a válság idején egyetemnél és útépítő cégnél töltött kétévnyi kis kerülővel is, eltalált a „Gyárhoz”, a Ganzhoz, amely egész további életének kerete maradt. Itt végigjárta a mérnöki ranglétra fokait, egyre fontosabb feladatokat kapott, Jendrassik munkatársa és végül a Ganz főkonstruktőre lett. Már korán megbízták a motorvonatok fogaskerék-hajtóműveire érkező minőségi kifogások kivizsgálásával, ami a későbbiek során tudományos tevékenységének kiinduló pontja lett. Ennek eredménye a fogazástartomány eddig nem ismert határát képző felső interferencia felfedezése, a fogaskerék-számítás racionalizálása és a hőmérséklet-kiegyenlítés bevezetése. Mindez a napi mérnöki gyakorlatba ágyazódott, amit a különféle sikeres hajtómű-fejlesztések mellett az olyan minősítő jelzők is mutatnak, „ő az, aki a műhely minden gépét be tudja állítani”.
1933-ban újra magyar állampolgár lett. 1937-től két évig irányította a Belgrád-Dubrovnik keskeny vágányú motorvonat-összeköttetés megvalósítását, a személyzet betanítását, mindig a munka első sorában (emblematikus fénykép tanúsítja, fehér köpenyén több olajpecsét volt, mint a szerelőén). Az akkor már jugoszláv kormányzat magas kitüntetésre (Szent Száva-rend) érdemesítette. Hasonló eredményességgel működött 1939-ben Spanyolországban és a háború után több motorvonat-exporttervben (Argentína, Jugoszlávia) is része volt. 
Nagyobb nyilvánosság előtt színre lépése a háború és különféle társadalmi viharok után újra meginduló szakmai-tudományos élet debütálásánál, az 1951. december 14-i MTA Fogaskerék Konferencián történt. Itt a fogazási interferenciára vonatkozó eredményeit ismertette, Varga József Ganz gyári igazgató pedig a Ganz-Botka fogazásról tartott beszámolót.
A gyár munkásai kedvelték, szakmai és emberi értékei mellett leginkább szociáldemokrata beállítottságáért. Ezért a forradalom kitörése után 1956-ban a Munkástanács tagjává választották. Nem akarta elfogadni (korábban kétszer volt infarktusa), de végül engedett. A Munkástanács titkárának visszaemlékezése szerint mindig a törvényes keretek megtartása és megtartatása volt vezérlő elve, ezért mondta róla, „ő volt az élő lelkiismeretünk”. Ennek kiemelkedő példája, amikor ’57 elején egy „konszolidáló” közszereplőt provokatív beszéde nyomán a Munkástanács szinte fizikai erővel védett meg a munkások dühétől. Az igazság akkori mérlegén mindez súlytalannak bizonyult. Újabb infarktus után a kórházból nem adták ki az orvosok, így később hosszabb előzetes után „egyszemélyes perben” kapott felfüggesztett börtönbüntetést, majd rokkantsági nyugdíjba került. Élete utolsó másfél évtizedében sok szenvedés és mellőztetés közepette erejéhez képest dolgozott, de a szakmai elismerés nevetségesen kisszerű vagy meg sem indokolt megtagadása állandó árnyékként kísérte. Szinte fekete humorként hat, hogy neve a műegyetemi fogaskerék-előadáson egyetlen egyszer hangzott el, amikor kiderült, hogy hallgatóként jelen levő fia nem vezet jegyzetet. 1974-ben bekövetkezett halála után a „céhes tudomány” szó szerint a sírjába dobott utána egy postumus kandidátusi fokozatot. Eredményeit volt úgy, hogy név nélkül idézték, azonban Botka Imre Gustav Niemanntól, a világhírű müncheni professzortól – még életében – kapta meg a „régóta ismert magyar fogaskerék-király” címet.
/Dr. Kolonits Ferenc írásai nyomán/

## Írásai
- Vidéky Emil-Botka Imre: Fogaskerekek evolvens-trigonometriai összefüggései. Magyar Mérnök és Építész Egylet Közlönye 78 (1944) 219-228.old
- Botka I.: Interference of generál involute gearing. Acta Technica Tom  Hl. F. 1-2, 1951.
- Botka Imre: Az általános evolvensfogazás interferenciája [hozzászólás]   A Magyar Tudományos Akadémia Műszaki Tudományok Osztályának közleménye, 1952. (4. köt.) 2. sz. 108-126. old. )
- Botka Imre: Egységes magyar homlokkerék fogazási rendszer.  Budapest,1953. Mérnöki Továbbképző Intézet
- Botka, J.: Die Interferenz von normalen Evolventenverzahnungen.  Maschinenbautechnik Bd. 2(1953) S. 108/115.
- Botka Imre: Profilkiválasztási táblázat és használati utasítás kétkerékkapcsolás szélső kontakt felületein hőkiegyenlített fogazáshoz. (Kézirat) Budapest,1954.
- Botka I.: Profilkiválasztási táblázat és használati utasítás  (Ganz-Botka fogazási rendszer).  Ganz-gyár kiadványa 1954.
- Botka Imre: Involut-Törtfüggvény-Táblázat. Mérnöki Továbbképző Intézet  Felsőoktatási Jegyzetellátó Vállalat, Budapest 1955
- Botka Imre: Fogaskerék-méretezés kiegyenlített kontakt-hőmérsékletre.  Gép,16.évf.1964. 11. szám, 425–430.
- Botka Imre-Erney György: Változó terhelésű lenyesett profilú hengereskerékpárok számítása.  Műszaki Tudomány, 1970
- Botka Imre-Erney György: Fogaskerékpárok méretezése  1.Egyenes fogazat.  Akadémiai Kiadó, Budapest, 1973
- Botka Imre-Erney György: Fogaskerékpárok méretezése  2.Ferde fogazat.  Akadémiai Kiadó, Budapest, 1974

## Szabadalmai
- Eljárás szerszámfogaskerekek előállítására (1952)
- Eljárás homlokfogaskerekek gyártására (1954). Fogaskerékpár szabadalom (Ganz-Botka fogazási rendszer) 143 169 sz. Szabadalmi leírás., 49.d. osztály Bo-401 alapszám. Bejelentő Ganz Vagon és Gépgyár és Botka Imre, Feltaláló: Botka Imre.

## Emlékezete
- Emléktábla: utolsó lakhelyén Budapesten a Stefánia út 29. sz. ház falán, melyet a Magyar Mérnöki Kamara Gépészeti Tagozata Botka Imre születésének 100. évfordulóján, 2006-ban avatott fel

- Botka Imre-díj: szellemi hagyatékát, jelentőségét a „vele egy rendűek”, vagyis az ítélkezésre jogosultak azzal becsülték meg, hogy a Magyar Mérnöki Kamara Gépészeti Tagozata legnagyobb elismeréseként róla nevezte el a 2001-ben alapított elismerő díját. „Új nemzedék jött”, és vele annak is ideje, hogy megemlékezzék a szakma „Ama szentekrűl és nagyokrúl, akik - A szolgaságban szabadok valának”. A Botka Imre-díjat a Kuratórium nem az „akadémiai szférában”, hanem a tudománnyal megerősített gyakorlati munkában felmutatott teljesítményért ítélheti meg. Az eddigi díjazottak sokszínű teljesítménye hitelesíti a célkitűzést, hogy a Díj szellemiségével példát adjon Botka Imre szakmai és morális hagyatékának továbbvitelére.